# Ratchanon Phangkaew
Ratchanon Phangkaew (thailändisch รัชชานนท์ ผางแก้ว, * 6. Januar 1989 in Loei) ist ein thailändischer Fußballspieler.

## Karriere
Ratchanon Phangkaew stand von 2010 bis 2013 beim Drittligisten Udon Thani FC in Udon Thani unter Vertrag. 2014 wechselte er für ein Jahr zum ebenfalls in der dritten Liga spielenden Bangkok Christian College FC nach Bangkok. Zum Erstligisten BEC Tero Sasana FC, ein Verein, der ebenfalls in Bangkok beheimatet ist, wechselte er ein Jahr später. 2016 kehrte er zu seinem ehemaligen Verein Udon Thani FC zurück. Mit dem Verein wurde er Ende 2016 Meister der Regional League Division 2 – North/East. Nach einer Saison zog es ihn Anfang 2017 wieder nach Bangkok zum BEC Tero Sasana FC. Hier kam er jedoch nicht zum Einsatz. Die Rückserie der Saison 2018 wurde er an den Zweitligisten Kasetsart FC ausgeliehen. Die Saison 2019 spielte er auf Leihbasis bei seinem ehemaligen Klub Udon Thani FC. Hier kam er auf 27 Zweitligaspiele. 2020 nahm ihn der Zweitligist Nongbua Pitchaya FC aus Nong Bua Lamphu unter Vertrag. Hier kam er nicht zum Einsatz. Ende Dezember 2020 wechselte er zum Ligakonkurrenten Udon Thani FC nach Udon Thani. Am Ende der Saison 2022/23 wurde er mit Udon Thani Tabellenletzter und stieg somit aus der zweiten Liga ab. Nach dem Abstieg verließ er den Verein und schloss sich Anfang August 2023 dem Drittligisten Mahasarakham FC an. Mit dem Verein aus Maha Sarakham spielte er viermal in der North/Eastern Region der Liga. Im Januar 2024 wechselte er in die Eastern Region. Hier schloss er sich dem Navy FC an.

## Erfolge
Udon Thani FC
- Regional League Division 2 – North/East: 2016